# روت گابریل
روت گابریل (اسپانیایی: Ruth Gabriel‎؛ زادهٔ ۱۰ ژوئیه ۱۹۷۵) بازیگر اهل اسپانیا است.
از فیلم‌ها یا مجموعه‌های تلویزیونی که وی در آن‌ها نقش داشته‌است، می‌توان به وقت تنگ است اشاره نمود.